# 1005
| [ Edytuj tabelę ]              |                                                                       |
| Książę Polski                  | - 992 Bolesław I Chrobry 1025                                         |
| Król Angkoru                   | - 1002 Dżajawirawarman 1010                                           |
| Król Anglii                    | - 978 Ethelred II Bezradny 1016                                       |
| Hrabia Aragonii i król Nawarry | - 1000 Sancho III Wielki 1035                                         |
| Hrabia Barcelony               | - 992 Rajmund Borrell 1017                                            |
| Książę Bawarii                 | - 995 Henryk IV 1005 - 1005 Henryk V 1026                             |
| Książę Burgundii               | - 1004 Rudolf III 1016                                                |
| Cesarz Bizancjum               | - 976 Bazyli II Bułgarobójca 1025                                     |
| Car Bułgarii                   | - 976 Samuel Komitopul 1014                                           |
| Cesarz Chin                    | - 997 Song Zhenzong 1022                                              |
| Książę Czech                   | - 1004 Jaromir 1012                                                   |
| Król Danii                     | - 987 Swen Widłobrody 1014                                            |
| Władca Egiptu                  | - 996 Al-Hakim bi-Amr Allah 1021                                      |
| Król Francji                   | - 996 Robert II Pobożny 1031                                          |
| Król Gruzji                    | - 1001 Bagrat III 1014                                                |
| Hrabia Holandii                | - 993 Dirk III 1039                                                   |
| Król Irlandii                  | - 1002 Brian Śmiały 1014                                              |
| Cesarz Japonii                 | - 986 Ichijō 1011                                                     |
| Kalif                          | - 991 Al-Kadir 1031                                                   |
| Hrabia Kastylii                | - 995 Sancho I Garcia 1017                                            |
| Król Kastylii                  | - 1000 Sancho III 1035                                                |
| Wielki książę Kijowa           | - 978 Włodzimierz I Wielki 1015                                       |
| Patriarcha Konstantynopola     | - 999 Sergiusz II 1019                                                |
| Władca Korei                   | - 997 Mokjong 1009                                                    |
| Król Leónu                     | - 999 Alfons V 1028                                                   |
| Król Norwegii                  | - 999 Swen Widłobrody 1015                                            |
| Hrabia Palatynatu              | - 994 Ezzon 1034                                                      |
| Papież                         | - 1003 Jan XVIII 1009                                                 |
| Hrabia Portugalii              | - 999 Mendo II 1008                                                   |
| Książę Saksonii                | - 973 Bernard I 1011                                                  |
| Król Szkocji                   | - 997 Kenneth III 1005 - 1005 Malcolm II 1034                         |
| Król Szwecji                   | - 995 Olof Skötkonung 1022                                            |
| Doża Wenecji                   | - 991 Pietro II Oseolo 1009                                           |
| Król Węgier                    | - 1000 Stefan I Święty 1038                                           |
| Cesarz Wietnamu                | - 980 Lê Hoàn 1005 - 1005 Lê Trung Tông 1005 - 1005 Lê Long Đĩnh 1009 |

Rok 1005 / MV
stulecia: X wiek ~
XI wiek ~
XII wiek

lata: 995 «
1000 «
1001 «
1002 «
1003 «
1004 «
1005
» 1006
» 1007
» 1008
» 1009
» 1010
» 1015

## Wydarzenia w Polsce
- Potężna armia niemiecka pod wodzą Henryka II niespodziewanie sforsowała Odrę pod Krosnem. Wspomagana przez Czechów i Wieletów ruszyła na Poznań. Bolesław Chrobry nie przyjmował walnej bitwy i zadawał nieprzyjacielowi duże straty, nękając go wojną podjazdową. Ostatecznie zawarto pod Poznaniem pokój. Polska zachowała Słowację i Morawy. Łużyce i Milsko ponownie dostały się we władanie Niemiec.
- Pojawia się pierwsza historyczna wzmianka o Poznaniu, jako grodzie, w kronice Thietmara[1].

## Wydarzenia na świecie
- 25 marca – król Szkocji Kenneth III zginął w bitwie pod Monzievaird z rąk swego kuzyna i następcy, Malcolma II.
- Na tron Szkocji wstąpił Malcolm II.

## Urodzili się
- Klemens II, papież (zm. 1047)
- Makbet, król Szkocji, morderca Duncana I, (data przybliżona)

## Zmarli
- 8 stycznia – Wulsyn, święty Kościoła katolickiego, opat w Westminsterze od 980, biskup Salisbury od 983 (ur. ?)
- 25 marca – Kenneth III, król Szkocji (ur. ?)
- data dzienna nieznana: 
  - Jan z Athosu, święty mnich chrześcijański (ur. ?)